# Adehana Kasaye
Adehana Kasaye (amharisch አዲሃና ካሳዬ; * 13. September 2003) ist ein äthiopischer Leichtathlet, der sich auf den 1500-Meter-Lauf spezialisiert hat.

## Sportliche Laufbahn
Erste Erfahrungen bei internationalen Meisterschaften sammelte Adehana Kasaye im Jahr 2022, als er bei den Afrikameisterschaften in Port Louis in 3:38,27 min auf Anhieb die Bronzemedaille im 1500-Meter-Lauf hinter dem Kenianer Abel Kipsang und Ryan Mphahlele aus Südafrika gewann. Anschließend belegte er bei den U20-Weltmeisterschaften in Cali in 3:38,10 min den vierten Platz. Im Jahr darauf gewann er bei den Crosslauf-Weltmeisterschaften 2023 in Bathurst in 23:21 min gemeinsam mit Hawi Abera, Getnet Wale und Birke Haylom die Silbermedaille in der Mixed-Staffel hinter dem Team aus Kenia. Bei den Crosslauf-Weltmeisterschaften 2024 in Belgrad gewann er in 22:43 min erneut die Silbermedaille in der Mixed-Staffel hinter Kenia, diesmal gemeinsam mit Taresa Tolosa, Dahdi Dube und Birri Abera.
2022 wurde Kasaye äthiopischer Meister im 1500-Meter-Lauf.

## Persönliche Bestleistungen
- 1500 Meter: 3:36,38 min, 8. Februar 2022 in Sabadell
- Meile: 3:57,87 min, 23. Februar 2023 in Melbourne
- 3000 Meter: 7:49,13 min, 22. Februar 2022 in Toruń